# Дворец Брера
Дворец Брера, или Палаццо Брера (итал. Palazzo (di) Brera), — дворец в квартале Брера, Милан, Италия. Изначально был построен как Коллегиум ордена иезуитов, ныне в нём расположены художественное учебное заведение Академия Брера, её галерея: Пинакотека Брера, а также Ботанический сад Брера, Астрономическая обсерватория Брера, Ломбардский институт науки и литературы и Библиотека Брера.

## История
На месте современного здания был расположен монастырь, построенный в землях Герчио да Баджо (итал. Guercio da Baggio) и около 1178 года переданный ордену гумилиатов. В 1180—1229 году на его территории была построена церковь Святой Марии: Санта-Мария-ин-Брера.
В 1346—1348 годах пизанским скульптором Джованни ди Бальдуччо к церкви был пристроен готический мраморный портал.
В 1571 году папа римский Пий V расформировал орден гумилиатов, а монастырь, по просьбе архиепископа, кардинала Карло Борромео и с согласия папы Григория XIII, был преобразован в Коллегиум ордена иезуитов. Коллегиум расширили, в нём стало учиться около трёх тысяч студентов, а потому для него понадобилось новое здание.
В 1573—1590 годах архитектор Мартино Басси разрабатывал новое здание по образцу Колледжо Борромео в Павии. Однако новое здание было построено по проекту, созданному Франческо Марией Рикини около 1615 года. Строительство было начало им в 1627 году, в 1630 году оно было прервано из-за вспышки чумы и продолжено только в 1651 году. После смерти Рикини в 1658 году строительство продолжил его сын Доменико.
В 1764 году иезуит Руджер Бошкович построил в здании коллегиума астрономическую обсерваторию.
В 1773 году орден иезуитов был расформирован папой римским Климентом XIV, а коллегиум Брера был передан правителям северной Италии, Габсбургской монархии. В том же году императрица Мария Терезия основала в здании дворца библиотеку, в 1774 году она распорядилась расширить сад иезуитов, создав ботанический сад, а в 1776 году — основала Королевскую академию изящных искусств.
Во дворце также размещались Дворцовая школа (итал. Scuole Palatine), в которой обучали философии и праву, гимназия, физическая и химическая лаборатории и сельскохозяйственное общество.
В 1780 году архитектор Джузеппе Пьермарини завершил внутренний двор с двухъярусной галереей и оформил вход со стороны улицы Брера.
В 1806 году, в рамках политики Наполеона по секуляризации монастырей, церковь Санта-Мария-ин-Брера был закрыта, фасад церкви снесён, а неф разделён на два этажа: верхний этаж был отведён под картинную галерею Академии, а нижний — под собрание античной скульптуры.
В 1810 году в здание переехал Ломбардский институт науки и литературы — научное общество, основанное Наполеоном в 1797 году в Болонье.
В 1859 году в центре внутреннего двора была размещена бронзовая копия скульптуры Наполеона в облике Марса-миротворца работы Антонио Кановы, созданная в 1811 году в Риме Франческо Ригетти (итал. Righetti) и его сыном Луиджи.